# Melkertbaan
De melkertbaan was een initiatief in Nederland om mensen met een grote afstand tot de arbeidsmarkt en beperkt arbeidsperspectief via gesubsidieerde arbeid werkervaring op te laten doen. De melkertbaan werd in 1994 ingevoerd en vernoemd naar de toenmalige minister van Sociale Zaken en Werkgelegenheid Ad Melkert. Personen werkzaam in een melkertbaan werden soms "melketiers" genoemd, hun baan een "werkervaringsplaats".
Een van de voorwaarden van de melkertbanen was dat deze vorm van gesubsidieerde arbeid niet zou concurreren met reguliere banen aan de onderkant van de arbeidsmarkt om zo verdringing van reguliere banen door melkertbanen te voorkomen.  Hierdoor werden veel melkertbanen gecreëerd in sectoren waar voordien geen marktwerking of vraag was, zoals stadswacht, conciërge of thuiszorgmedewerker. Het salaris voor een melkertbaan bedroeg maximaal 1,2 keer het minimumloon.
De grootste kritiek op de melkertbanenconstructie was dat de gesubsidieerde werknemers nauwelijks doorstroomden naar reguliere banen. Na het vertrek van Melkert uit de Nederlandse politiek in 2002 werden de melkertbanen omgedoopt tot instroom-doorstroom- of id-banen, waarbij de naam duidelijker moest refereren aan het uiteindelijk beoogde doel, het (her)integreren van de persoon in de reguliere arbeidsmarkt. 
In 2004 besloot het kabinet-Balkenende II de id-banen af te schaffen. Dit kon decentraal gefaseerd gebeuren; gemeenten mochten zelf bepalen in welk tempo zij de opheffing deden plaatsvinden.
De melkertbanen werden gefinancierd door gelden uit het Europees Sociaal Fonds (ESF). De Europese Unie eiste van Nederland het ESF-geld gedeeltelijk terug, nadat was gebleken dat het verkeerd was besteed.
In het PvdA verkiezingsprogramma van 2016 werd voorgesteld weer 100.000 gesubsidieerde banen te scheppen voor conciërges, schoolassistenten en toezichthouders in het openbaar vervoer.